# Kyrie eleison
Kyrie eleison (em grego: Κύριε ελέησον, transl. Kýrie eléison, "Senhor, tende piedade") é uma oração da liturgia cristã.
Existem expressões similares em alguns salmos, e nos Evangelhos, mas o testemunho mais antigo de seu uso litúrgico remonta ao século IV, entre a comunidade cristã de Jerusalém, e, no século V, na missa do rito romano, como prece litânica e resposta a determinadas invocações. É usado nas liturgias católicas, ortodoxas, luteranas e anglicanas.

## Terminologia
Além da sua transliteração do grego, Kyrie eleison, a designação desta oração admite vários aportuguesamentos como quírie, kírie, Chirie, quirielêison, quirielêisom, quirieleisão e Chirieleison, sendo este último utilizado como sobrenome, ainda que não muito comum.

## Significado
Kyrie é o vocativo da palavra grega κύριος (transl. kyrios, "Senhor"), traduzido livremente como "ó Senhor", enquanto eleison (ελεησον) é o imperativo aoristo do verbo eleéo (ελεεω; "ter piedade", "compadecer-se").
É originário do salmo penitencial 51 (50 na versão LXX), usado como começo de uma antiga oração cristã repetida nas liturgias de denominações católicas, ortodoxas, luteranas,  e anglicanas.
Κύριε ἐλέησον, Χριστὲ ἐλέησον, Κύριε ἐλέησον.
Kyrie eleison; Christe eleison; Kyrie eleison.
"Senhor, tende piedade (de nós); Cristo, tende piedade (de nós); Senhor, tende piedade (de nós)".

## Uso litúrgico
No rito tridentino o Kyrie vinha recitado depois do ato penitencial; no rito ambrosiano é recitado até hoje, durante o ato penitencial, e repetido três vezes ao fim da Missa, antes da bênção final.
O Kyrie, por ser geralmente abreviado, faz parte também da missa cantada, formando a parte que se segue ao intróito.
Depois da reforma litúrgica, o Kyrie foi substituído, no rito romano, pela invocação "Senhor, tende piedade." Como o Confiteor é facultativo, coube a este trecho, "Senhor, tende piedade", ter o seu caráter penitencial, que originalmente era secundário, acentuado.
No rito bizantino, em grego, a aclamação Kyrie eleison é cantada diversas vezes, pelos fiéis, em resposta às orações do celebrante (ektenia). Na tradição do antigo eslavo eclesiástico, é traduzido como Hospodi pomiluj.